# Roman Martyniuk
Roman Aleksandrowicz Martyniuk (ros. Роман Алексанрович Мартынюк; ur. 13 kwietnia 1987) – rosyjski siatkarz grający na pozycji libero, reprezentant Rosji. Od sezonu 2017/2018 jest zawodnikiem Lokomotiwu Nowosybirsk.

## Sukcesy klubowe
Mistrzostwo Rosji:
- 2020
- 2016, 2021

## Sukcesy reprezentacyjne
Mistrzostwa Świata Kadetów:
- 2005[2]

Mistrzostwa Europy Juniorów:
- 2006[3]

Mistrzostwa Świata Juniorów:
- 2007[4]

Letnia Uniwersjada:
- 2011

Memoriał Huberta Jerzego Wagnera:
- 2017

Mistrzostwa Europy:
- 2017

Liga Narodów:
- 2018, 2019

## Nagrody indywidualne
- 2005: Najlepszy broniący Mistrzostw Świata Kadetów
- 2007: Najlepszy broniący Mistrzostw Świata Juniorów[5]